# بيتر آشر
بيتر آشر (بالإنجليزية: Peter Asher)‏ هو منتج أفلام ومنتج أسطوانات ومغني وموسيقي وعازف قيثارة وملحن وممثل بريطاني، ولد في 22 يونيو 1944 بلندن في المملكة المتحدة.

## وصلات خارجية
- بيتر آشر على موقع IMDb (الإنجليزية)
- بيتر آشر على موقع ميوزك برينز (الإنجليزية)
- بيتر آشر على موقع أول موفي (الإنجليزية)
- بيتر آشر على موقع إن إن دي بي (الإنجليزية)
- بيتر آشر على موقع أول ميوزيك (الإنجليزية)
- بيتر آشر على موقع ديسكوغز (الإنجليزية)
- بيتر آشر على موقع قاعدة بيانات الفيلم (الإنجليزية)